# كابيزاروبياس ديل بورتو (سيوداد ريال)
بلدية كابيزاروبياس ديل بورتو (بالإسبانية: Cabezarrubias del Puerto)‏، هي إحدى بلديات مقاطعة سيوداد ريال إحدى مقاطعات إسبانيا، والتي تقع في منطقة قشتالة لا منتشا وسط إسبانيا.
يبلغ عدد سكانها 576 نسمة وفقاً لإحصائية سنة (2007).